# Plattycantha
Plattycantha är ett släkte av trollsländor. Plattycantha ingår i familjen mosaiktrollsländor.
Kladogram enligt Catalogue of Life:
| Plattycantha | \| \| Plattycantha acuta \| \| \| \| \| \| Plattycantha cornuta \| \| \| \| \| \| Plattycantha venatrix \| \| \| \| |
|              | \| \| Plattycantha acuta \| \| \| \| \| \| Plattycantha cornuta \| \| \| \| \| \| Plattycantha venatrix \| \| \| \| |
|              | Plattycantha acuta                                                                                                  |
|              | |
|              | Plattycantha cornuta                                                                                                |
|              | |
|              | Plattycantha venatrix                                                                                               |
|              | |